# Sigmoopsoides
Sigmoopsoides is een geslacht van uitgestorven kreeftachtigen uit de klasse van de Ostracoda (mosselkreeftjes).

## Soorten
- Sigmoopsoides niemeyeri Schallreuter, 1985 †
- Sigmoopsoides perpunctatus (Oepik, 1937) Schallreuter, 1988 †
- Sigmoopsoides sigmoopsoides (Schallreuter, 1964) Schallreuter, 1985 †